# マリオン・マレシャル
マリオン・マレシャル（Marion Maréchal）またはマリオン・マレシャル＝ル・ペン（Marion Maréchal-Le Pen、1989年12月10日 - ）は、フランスの政治家。元・国民戦線（現：国民連合）所属。現在は再征服所属。
2012年フランス議会総選挙においてヴォクリューズ県第3選挙区から当選した。当時のフランス共和政史上最年少の国民議会議員である。2015年フランス地域圏議会選挙にてプロヴァンス＝アルプ＝コート・ダジュール地域圏議会議員となった。

## 教育と家族
1989年12月10日、イヴリーヌ県サン＝ジェルマン＝アン＝レーに誕生した。国民戦線（当時）の初代党首ジャン＝マリー・ル・ペンの孫娘で、国民連合の現党首マリーヌ・ル・ペンの姪である。
1992年、当時2歳だったマレシャルは祖父のジャン＝マリーに抱かれた姿で国民戦線の選挙ポスターに写っている。ジャン＝マリーは2015年、ホロコーストに関して「ガス室は戦争の歴史の中では些細な出来事に過ぎない」と発言したことが原因で国民戦線から追放されたが、マレシャルはこの処分に反対した。
ジャン＝マリー・ル・ペンの次女でマレシャルの母のヤン・ル・ペン (Yann Le Pen) は党の役職にはついていない。父であるサミュエル・マレシャル (Samuel Maréchal) は1992年から1999年まで国民戦線青年運動（Front national de la jeunesse,FNJ）の指導者として活動した。2人は後に離婚している。
2012年9月、パリ第2大学（パンテオン・アサス）公法修士の学位を取得した。
2014年7月29日、企業家で5歳年上のマチウ・ドゥコス (Matthieu Decosse) と結婚した。同年9月に娘が生まれた。2年後、マレシャルとドゥコスは離婚した。
2021年9月11日、イタリアの政治家ヴィンチェンゾ・ソフォ（Vincenzo Sofo）と結婚した。2022年6月10日、娘が生まれた。

## 経歴

### 政界
初期の自分の政治的な関心について、マレシャルは「人々の思い込みとは裏腹に、私たちは家庭内で政治的な話をしなかったし、自分のことは自分で決めることができた」「私が政治に関心を持ち始めたのは15，16歳くらいの頃で、様々な考えに興味を持ったが、それは必ずしも国民戦線のものとは限らなかった」と説明している。10代のとき、マレシャルは一度、興味本位でニコラ・サルコジの集会に行ったことがあった。サルコジに関心があったという。しかし「すぐに夢から覚めた」とされる。18歳のとき、国民戦線に加入した。
2008年の地方選挙で、マレシャルは国民戦線の名簿順位7位でオー＝ド＝セーヌ県のサン＝クルーから出馬した。しかし国民戦線は6.29％しか得票できず、第1回投票で1人しか当選できなかったためマレシャルは落選した。
2010年の地域圏選挙では、国民戦線の名簿順位2位でイル＝ド＝フランス地域圏のイヴリーヌ県から出馬した。国民戦線は第1回投票で9.29%を得票したが、10%に満たなかったため規定により落選した。
2012年フランス議会総選挙において、ヴォクリューズ県第3選挙区で国民戦線の候補者として立候補した 6月10日、第1回投票において得票の34.65%を獲得し。6月17日、第2回投票において得票の42.09%を獲得した。当時22歳の大学生であり、フランス共和政史上最年少の国民議会議員となった 。この選挙で国民戦線は、1998年以来14年ぶりに下院議席を確保した。決選投票において、国民戦線は弁護士のジルベール・コラール（ガール県第2選挙区から当選）と合わせて2人が当選した。
2012年7月、国民戦線Bureau politique（政治局）の委員となった。
2014年の地方選挙で、マレシャルは自身の選挙区内西部に位置するアヴィニョンの北にある人口18,000ほどの町、Sorguesから出馬した。国民戦線は33.80%（2,861票）を得票し、地方議会（Conseil municipal）で5議席、コミュニティ議会（Conseil communautaire）で2議席を得たが、マレシャルは名簿10位であったため落選した。
2015年の地域圏議会選挙で、マレシャルはプロヴァンス＝アルプ＝コート・ダジュール地域圏（PACA）における国民戦線の比例名簿筆頭候補者として出馬した。第1回投票でマレシャルは40.55%を得票し、PACAは国民戦線が他党を抑えて最多得票をした6地域圏のうちの1つとなった。これに危機感を抱いた社会党のChristophe Castanerは、共和党のニース市長・ Christian Estrosiらを当選させるために同地域圏からの出馬を取りやめた。こうした社会党と共和党の選挙協力の結果、第2回投票では国民戦線は全選挙区で第一党を逃した。マレシャルの地域圏も54.78%対45.22%で共和党に敗北したものの、マレシャルは国民戦線の候補者としては最も高い比率の票を得、同地域圏議会で123議席中42議席を獲得、マレシャル自身も同地域圏議会の議員となった。なお、叔母で党首のマリーヌはノール＝パ・ド・カレー＝ピカルディ地域圏で42%の得票をした。
2017年5月9日、国民議会議員の任期が終了する際、自身の任期を延長しないことを公表した。世論調査は彼女の再選を示唆していたにもかかわらず、2017年フランス議会総選挙には出馬しなかった。同時に、プロヴァンス＝アルプ＝コート・ダジュール地域圏議会議員としての辞任も発表し、2017年7月7日に政界から身を引いた。
2022年4月19日、エリック・ゼムールが設立した政党「再征服」への入党と、副党首就任が発表された。

### 社会科経済政治学院（ISSEP）
2018年、社会科経済政治学院（Institut des sciences sociales, économiques et politiques）の創立に協力し、その後校長に就任した。2022年5月にISSEPの校長の職を退いたものの、現在も大学院の国際交流において重要な役割を果たしている。

## 国際的発信力

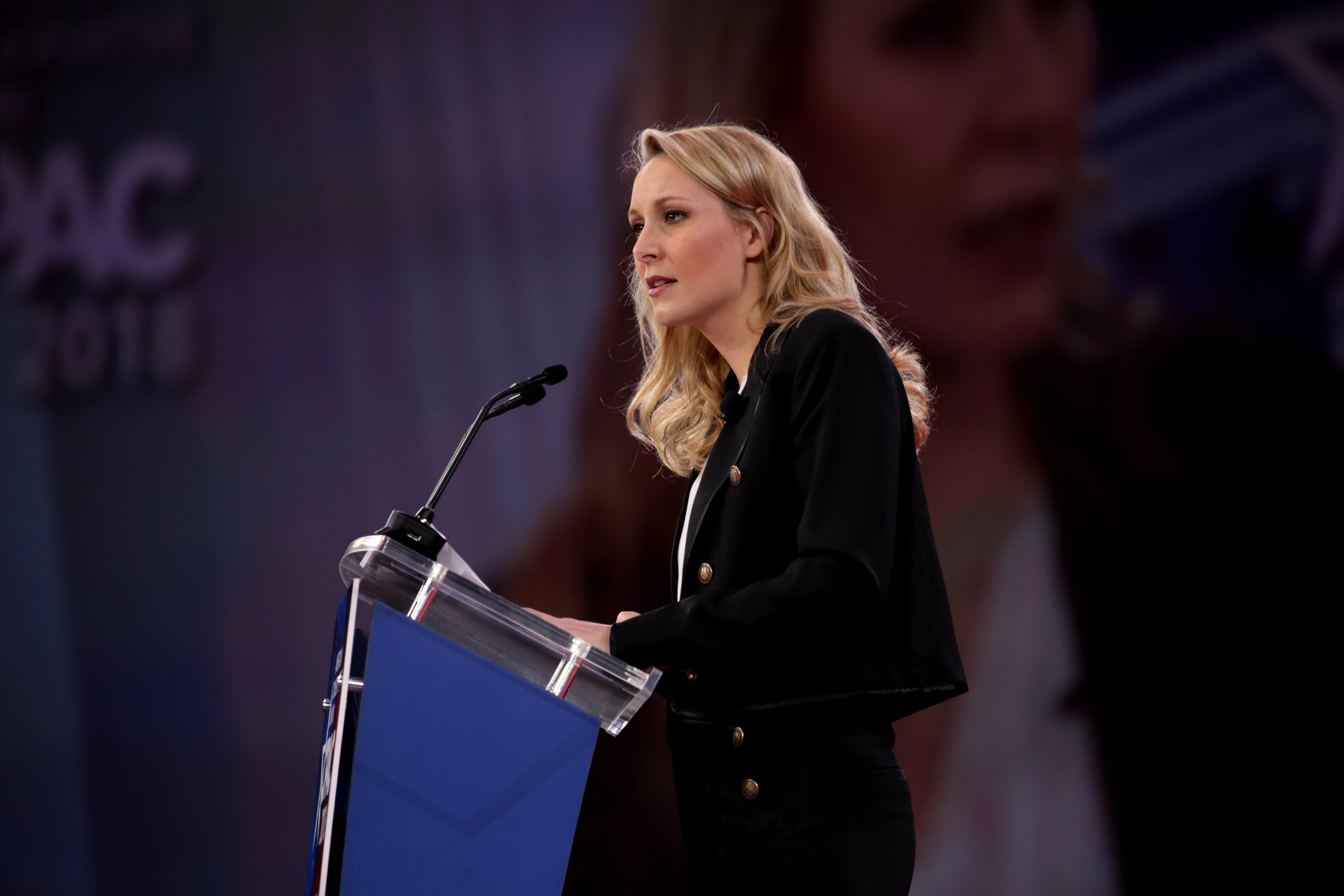
2018年の保守政治活動協議会でスピーチをしているマリオン・マレシャル

2018年2月、イギリスの政治家ナイジェル・ファラージと共にアメリカの保守政治活動協議会に参加した。その際、英語で演説し、「カトリック教会の長女」であるフランスは「イスラムの従妹になっていっている」と発言した。彼女はレーガン派の政治家によって社会主義者と形容されたが、他の政治家は彼女の自由保守主義を讃えた。2019年1月22日、弁論団体オックスフォード・ユニオンの招待を受け、オックスフォード大学で講演を行い、イギリスのブレグジットやフランスの黄色いベスト運動の右派ポピュリズムについて語った。2019年3月、サンクトペテルブルク国立大学に招待され、講演を行い、自身のフランスとヨーロッパの見解を述べた。2019年4月、ヤルタで開催された国際経済フォーラムに参加した。
2021年9月、ハンガリー首相オルバーン・ヴィクトルから招待され、ブダペストで開催された保守主義の政治家を率いる「デモグラフィー首脳会合」に参加した。この時、演説で「社会の基盤である家族が保護されなければ、60年後にはフランスがイスラム共和国に変貌する可能性がある」と発言した。その後、「オルバーン・ヴィクトルは世界の変化を理解し、自国のアイデンティティとそれに続くヨーロッパのアイデンティティを守っている」と述べた。

## 政治的見解
マレシャルの政治・文化・外交についての見解は国民戦線の基本的な考え方を反映したものとなっている。

### 社会に対する立場
マレシャルは、国民戦線は伝統的家族の防衛を非常に長い間支えてきたと主張している。マレシャルはジルベール・コラールその他の国民戦線幹部と共に2013年上半期にLa Manif Pour Tousがパリで開催した反同性婚デモに参加した。
マレシャルは、イスラム教徒はキリスト教文化に従わない限りフランス国民ではないと考えており、「我が国では、私達はジャラバ（djellaba）を着たり、ベールを被ったり、大聖堂のように大きなモスクに詰めかけたりしない」と言っている。
マレシャルは死刑制度の復活に反対し、次のように述べている。「これは個人としての意見だが、私は死刑制度復活に反対である。裁判官にとって、どの刑を課すべきかは極めて難しい選択だ。そして、その選択に際し、冤罪という恐ろしい誤りを犯してしまう可能性はたとえごくわずかであれ常に存在する。私は、もしも仮釈放が相応しくない場合には、（死刑ではなく）終身刑にするべきだと考える」
学者であるCécile Alduyはマレシャルのことを現代的な装いと語り口をしながらもその一方で社会保守主義を唱導する「一見矛盾した人物」であると評している。アメリカ合衆国の前副大統領候補で保守主義者であるサラ・ペイリンはマレシャルの社会についての信条を称賛し、彼女をジャンヌ・ダルクになぞらえた。

### 外交政策とEU問題について
マレシャルは仏露および仏・コートジボワールの友好議員連盟に所属している。
2012年12月10日、マレシャルは仏露友好議連の一員としてモスクワの国家院が主催した会合に参加した。2013年1月22日、ドイツ国会議事堂で開かれた、フランス大統領シャルル・ド・ゴールと西ドイツ首相コンラート・アデナウアーとの間で結ばれた仏独協力条約の50周年記念式典に出席した。後日、マレシャルは国民戦線のウェブサイト上で、この式典の参加者が近年のEUの現実から目を背け、純朴な雰囲気の中で50周年を祝っていたことを批判し、元来は主権国家たる両国の協調と共同のためにこの条約が取り交わされたのにもかかわらず、現在ではドイツがEUにおいて主導権を握って自国の利益のためにフランスの国益を犠牲にしていると主張した。
2013年9月29日、マレシャルは、ベルギー・アントウェルペンにほど近いBoomでフラームス・ベランフが開いた政治的催しに出席した。そこで彼女は取材に応じ、「欧州議会議員選挙では愛国的でユーロに批判的な党を作り、ユーロとグローバリズムに抵抗することが重要だ」と語った。

### フランスのEU離脱
英国のEU離脱という決定は、国民戦線が長らく待ち望んだフランスのEU離脱が現実になるという希望を与えた。フランスと英国は単純には比較できないが、英国のEU離脱決定はフランスが大きな困難無くEUを離脱できることが可能だということを実証している。マレシャルは、もしマリーヌ・ル・ペンが大統領に選出されればフランスはEUを離脱するだろうと述べている。

### 国民議会議員としての活動
2012年12月7日、マレシャルはジルベール・コラールと共に憲法評議会評議員の選出に関する議員立法を提出した。
第14回議会（2012年6月 - ）の開会から間もない頃から、マレシャルは4つの議員立法を共同提出しており、その中には、同性婚を憲法で禁じることを定めた改憲案や、フランス共和国憲法第68条に実効性を持たせるために大統領への弾劾手続きを定めた組織法などが含まれている。